# Virginia Hamilton
Virginia Esther Hamilton (Yellow Springs, 12 marzo 1936 – Dayton, 19 febbraio 2002) è stata una scrittrice statunitense autrice di libri per ragazzi.

## Biografia
D'etnia afroamericana, Virginia Esther Hamilton nacque il 12 marzo 1934 a Yellow Springs, nell'Ohio, la più giovane di cinque fratelli.
Compiuti gli studi all'Antioch College e successivamente all'Università statale dell'Ohio, si sposò nel 1960 con il poeta Arnold Adoff ed esordì nella narrativa sette anni più tardi con il romanzo Zeely.
Autrice di più di quaranta libri principalmente destinati ad un pubblico giovane, nel corso della sua carriera ottenne numerosi riconoscimenti, tra i quali spicca il prestigioso Hans Christian Andersen Award alla carriera del 1992.
Nel 1979, fu una delle protagoniste della raccolta di figurine collezionabili Supersisters, che aveva l'obiettivo di proporre modelli femminili di successo in campo politico, sportivo, sociale e culturale.
Morì a 65 anni a Dayton il 19 febbraio 2002 a causa di un cancro al seno.

## Opere tradotte in italiano

### Romanzi
- Piccola città (Plain city, 1993), Milano, Mondadori, 1999 traduzione di Ada Arduini ISBN 88-04-46832-7.
- Blu di luna (Bluish, 1999), Milano, Mondadori, 2005 traduzione di Alessandra Orcese ISBN 88-04-54336-1.

## Premi e riconoscimenti
- National Book Award per la letteratura per ragazzi: 1975 per M. C. Higgins, the Great
- Medaglia Newbery: 1975 per M. C. Higgins, the Great
- Hans Christian Andersen Award: 1992
- Medaglia Laura Ingalls Wilder: 1995